# ماساكي أوكينأ
ماساكي أوكينأ (باليابانية: 沖野 将基) (13 ديسمبر 1996 في ناغاساكي في اليابان – )؛ هو لاعب كرة قدم ياباني سابق كان يلعب كلاعب وسط.

## وصلات خارجية
- ماساكي أوكينأ على موقع رابطة كرة القدم اليابانية للمحترفين (اليابانية)
- ماساكي أوكينأ على موقع قاعدة بيانات كرة القدم.إي يو (الإنجليزية)
- ماساكي أوكينأ على موقع Soccerway.com (الإنجليزية)
- ماساكي أوكينأ على موقع عالم كرة القدم.نت (الإنجليزية)
- ماساكي أوكينأ على موقع كووورة